# Sericopimpla ryukyuensis
Sericopimpla ryukyuensis är en stekelart som beskrevs av Setsuya Momoi 1970. Sericopimpla ryukyuensis ingår i släktet Sericopimpla och familjen brokparasitsteklar. Inga underarter finns listade i Catalogue of Life.